# Sudamerlycaste rossyi
Sudamerlycaste rossyi é uma espécie de planta do gênero Sudamerlycaste e da família Orchidaceae.

## Taxonomia
A espécie foi descrita em 2003 por Fredy Archila.
Os seguintes sinônimos já foram catalogados:  
- Lycaste rossyi  Hoehne
- Ida barringtoniae rossyi  (Hoehne) Oakeley
- Ida rossyi  (Hoehne) Campacci & Baptista
- Lycaste ciliata rossyi  (Hoehne) Fowlie

## Forma de vida
É uma espécie epífita e herbácea.

## Descrição
Flores com sépalas e pétalas verdes e labelo branco.

## Conservação
A espécie faz parte da Lista Vermelha das espécies ameaçadas do estado do Espírito Santo, no sudeste do Brasil. A lista foi publicada em 13 de junho de 2005 por intermédio do decreto estadual nº 1.499-R.

## Distribuição
A espécie é encontrada nos estados brasileiros de Espírito Santo e São Paulo.
Em termos ecológicos, é encontrada no domínio fitogeográfico de Mata Atlântica, em regiões com vegetação de floresta ombrófila pluvial e restinga.